# Euphorbia wilmaniae
Euphorbia wilmaniae är en törelväxtart som beskrevs av Hermann Wilhelm Rudolf Marloth. Euphorbia wilmaniae ingår i släktet törlar, och familjen törelväxter. Inga underarter finns listade i Catalogue of Life.